# Expos de Calgary
Les Expos de Calgary sont une ancienne franchise canadienne des ligues mineures de baseball ayant évolué dans la ville de Calgary, Alberta de 1977 à 1984. Elle faisait partie de la Pioneer League.
La franchise était connue sous le nom de Cardinals de Calgary en 1977 et 1978 en raison de son affiliation avec les Cardinals de Saint-Louis de la Ligue majeure de baseball. De 1979 à 1984, l'équipe a porté le nom d'Expos et fut le club-école au niveau « recrues » des Expos de Montréal de la MLB.

## Saison par saison
| Saison | Vic.-Déf. | Rang | Ligue          | Division      | Séries éliminatoires |
| ------ | --------- | ---- | -------------- | ------------- | -------------------- |
| 1977   | 34-36     | 2e   | Pioneer League | Division Nord |                      |
| 1978   | 37-32     | 3e   | Pioneer League | Division Nord |                      |
| 1979   | 34-36     | 2e   | Pioneer League | Division Nord |                      |
| 1980   | 23-46     | 3e   | Pioneer League | Division Nord |                      |
| 1981   | 46-24     | 1er  | Pioneer League | Division Nord | Défaite en finale    |
| 1982   | 25-45     | 3e   | Pioneer League | Division Nord |                      |
| 1983   | 48-28     | 1er  | Pioneer League | Division Nord | Défaite en finale    |
| 1984   | 28-42     | 4e   | Pioneer League | Division Nord |                      |

La franchise a joué 498 parties de saison régulière, remportant 255 gains contre 243 défaites, pour un pourcentage de victoires de ,512. Sa fiche est de 71-68 comme club-école de Saint-Louis et 184-175 en tant que club-école de Montréal.
Les Expos de Calgary ont remporté deux fois le championnat de la division Nord pour accéder aux séries éliminatoires, perdant en finale de la ligue devant les Copper Kings de Butte en 1981 et les Mustangs de Billings en 1983.

## Managers
Liste des managers des Cardinals/Expos de Calgary :
- John Lewis (1977-1978)
- Bob Bailey (1979)
- Steve Boros (1980)
- Junior Meyer (1981)
- Bob Reece (1982)
- Pat Creech (1983-1984)

## Joueurs notables
- Andres Galarraga (1979-1980)
- Randy St. Claire (1979-1980)
- Sergio Valdéz (1983)